# Macedonia na Letnich Igrzyskach Paraolimpijskich 1996
Macedonię na Letnich Igrzyskach Paraolimpijskich 1996 w Atlancie reprezentował jeden strzelec. Był to debiut reprezentacji Macedonii na letnich igrzyskach paraolimpijskich. 

## Wyniki

### Strzelectwo
Mężczyźni
| Zawodnik            | Konkurencja               | Eliminacje | Eliminacje | Finał      | Finał   | Źródło |
| Zawodnik            | Konkurencja               | Rezultat   | Miejsce    | Rezultat   | Miejsce | Źródło |
| ------------------- | ------------------------- | ---------- | ---------- | ---------- | ------- | ------ |
| Branimir Jowanowski | pistolet dowolny SH1      | 511 pkt.   | 15         | NQ         | NQ      | [ 2 ]  |
| Branimir Jowanowski | pistolet pneumatyczny SH1 | 558 pkt.   | 6          | 650,2 pkt. | 8       | [ 3 ]  |
| Branimir Jowanowski | pistolet sportowy SH1     | 553 pkt.   | 12         | NQ         | NQ      | [ 4 ]  |